# Kandra
Kandra là một thị trấn thống kê (census town) của quận Pashchimi Singhbhum thuộc bang Jharkhand, Ấn Độ.

## Địa lý
Kandra có vị trí 22°51′B 86°03′Đ / 22,85°B 86,05°Đ Nó có độ cao trung bình là 226 mét (741 feet).

## Nhân khẩu
Theo điều tra dân số năm 2001 của Ấn Độ, Kandra có dân số 6815 người. Phái nam chiếm 53% tổng số dân và phái nữ chiếm 47%. Kandra có tỷ lệ 61% biết đọc biết viết, cao hơn tỷ lệ trung bình toàn quốc là 59,5%: tỷ lệ cho phái nam là 72%, và tỷ lệ cho phái nữ là 49%. Tại Kandra, 13% dân số nhỏ hơn 6 tuổi.